# Бандера (Козяк)
Бандера (на македонска литературна норма: Бандера) е е антична крепост, разположена над щипското село Козяк, Северна Македония.

## Местоположение
Намира се на висок рид западно от селото, който с положението си доминира над равнинната част към селата Карбинци и Аргулица. На върха има продълговато плато, разположено в посока северозапад-югоизток, леко повдигнато в югоизточния край и заобиколено от стръмни склонове.

## Описание
През 1967/1968 година Народният музей в Щип извършва пробни разкопки, като открива няколко малки сонди. Установено е, че по цялата дължина на северния ръб на платото има останки от основата на зид с ширина 2 m, иззидан с речен камък и варов хоросан. От югозападната страна, която е по-ниска и разорана, не са запазени следи от зидовете. Показателно е, че в северозападния край на платото са открити останки от основите на стени с височина 1 m и ширина 0,70 m, изградени от ломен камък и варов хоросан, от малка квадратна сграда с размери 4 × 4 m. Съдейки по характера на находките, това е светилище, посветено на божества от гръко-римския пантеон. На нивото на пода, който е направен от набита земя, са открити тридесетина фрагмента от малки ex voto мраморни плочки с изображениет на Зевс и Хера, Тракийския конник, Херакъл и Асклепий, изобразени в плитък релеф. Имената на посветителите са тракийски или тракизирани латински, изписани с гръцко писмо. Според иконографията, художественото изпълнение, лигатурата при буквите и други, те се датират между края на II и края на III век. Светилището, както и крепостта са разрушени през първата половина на IV век. По склоновете на Бандера и особено в нивите в подножието има римски тухли, питоси, така че всички заедно са представлявали част от селищния комплекс на античния град Баргала.
Находките от Бандера се намират в Щипския музей.